# Fadeaway
Fadeaway – zwrot w koszykówce oznaczający rzut, w którym gracz odchyla się w dowolnym kierunku, uniemożliwiając obrońcy zablokowanie go. Przy fadeawayu gracz najczęściej odchyla się do tyłu, lub wychyla na boki.